# Crans (Alvernia-Rodano-Alpi)
Crans è un comune francese di 280 abitanti situato nel dipartimento dell'Ain della regione dell'Alvernia-Rodano-Alpi.

## Società

### Evoluzione demografica
Abitanti censiti